# Domeci
Domeci (en grec antic: Δομέτιος) mort segurament l'any 284, va ser bisbe de Bizanci de l'any 272 al 284.
Era germà de l'emperador Marc Aureli Probe, i va tenir dos fills, Probe i Metròfanes, i tots dos van ser bisbes de Bizanci. Va veure la falsedat de la religió pagana i es va convertir al cristianisme. Va anar a Bizanci on el bisbe Tit I, un home sant, el va ordenar sacerdot. Quan Tit va morir, va ser nomenat bisbe de la ciutat. El va succeir Rufí I.